# Hartmut Löwen
Hartmut Löwen (né le 23 mai 1963 à Hamm) est un physicien allemand qui travaille sur la mécanique statistique et de la matière molle. 

## Carrière
Löwen étudie la physique, les mathématiques et la chimie à l'Université technique de Dortmund à partir de 1982, où il est diplômé en physique en 1986 et obtient son doctorat en 1987 sur les transitions de phase dans les systèmes de polarons sous la direction de Bernd Gerlach (avec Gerlach, il a partiellement démontré que les transitions de phase pour de nombreux phonons n'existent pas et notamment les systèmes Polaron,, contrairement à ce qui était généralement attendu auparavant). Ensuite, Löwen travaille comme post-doctorant à l'Université Louis-et-Maximilien de Munich, où il termine son habilitation en 1993 avec Herbert Wagner. En 1990/91, il est à l'École normale supérieure de Lyon avec Jean-Pierre Hansen. Depuis 1995, il est professeur à l'Université Heinrich Heine de Düsseldorf. Il a notamment été professeur invité à l'Université de Cambridge et à l'Université La Sapienza de Rome. 
Les domaines d'activité de Hartmut Löwen sont la physique statistique des suspensions colloïdales, la physique des polymères, la physique des macromolécules biologiques telles que les protéines et l'ADN, le comportement des particules actives et micro-nageurs, la transition vitreuse, les processus de fusion et la croissance cristalline, les cristaux liquides, la théorie fonctionnelle de la densité, les systèmes polaron. 
En 1994, il est boursier de Heisenberg et reçoit le prix Gerhard Hess de la fondation allemande pour la recherche (DFG). En 2003, il reçoit le prix Gentner-Kastler et en 2010 un ERC Advanced Grant avec Gregor Morfill (Garching). 
Löwen est coauteur de plus de 500 articles scientifiques publiés dans diverses revues académiques. Selon Google Scholar, il a un indice h de 89 et ses œuvres ont été citées plus de 33000 fois.